# Руско царство
Руско царство била је руска држава између 1547. кад је Иван IV Грозни преузео титулу цара и 1721. кад је Петар Велики одбацио титулу цара и узео титулу императора, од када практично започиње период развитка Руске Империје. У српској историјској науци се сматра да је Руско царство трајало до Фебруарске револуције 1917.
Име је настало из чињенице да је царство обухватало све руске земље које у то доба нису биле под страном (пољско-литванском) доминацијом. У неким западним изворима ова руска држава назива се још и Московска Русија, Московско царство или Московија, међутим, то је у ствари било име које се примењивало на њену претходницу, Велику московску кнежевину.

## Култура

### Византијско наслеђе
Када се Велики московски војвода Иван Грозни 1547. крунисао за цара све Русије, на значају је добила концепција Москве као Трећег Рима, која је настала за време Ивана III. По тој теорији Московска држава је остала последњи бастион православног хришћанства. Византијски ритуали, племство и државни симболи попут двоглавог орла су се обликовали по византијским узорима. Церемонија крунисања седамнаестогодишњег Ивана Грозног подсећала ја на крунисања византијских царева. Московска држава је себе схватала као слободну територију Русије чија је мисија била да целу Русију ослободи од стране владавине. Ова политика је довела до ратова са Пољском и Литванијом, односно касније са Пољско-литванском унијом.

### Контакти са Западном Европом
У Западној Европи Русија је била далека и мало позната земља, чији су трговачки производи стизали преко пољско-литванских посредника. Ситуација се делимично изменила када је барон Зигмунд фон Херберштајн 1549. објавио своје дело Rerum Moscoviticarum Commentarii. Ово је био први детаљан опис ове непознате земље. Додатне информације о Русији донели су енглески и холандски трговци. Иван Грозни је користио енглеске трговце као начин да размењује писма са краљицом Елизабетом I.

## Историја

### Владавина Ивана Грозног
Уз помоћ бољара Иван је у прво време своје владавине спровео низ корисних реформи. Током 1550-их направио је нови законик који је на нови начин регулисао административна и војна питања. Овом реформом је учврстио руску државу у условима сталних ратова које је водио.

#### Победа над Волшким Татарима
И поред унутрашњих неприлика које су пратиле касније године Иванове владавине, Русија је водила ратове и настављала експанзију. Иван Грозни је опсео и 1552. заузео Казањски канат, чиме је окончао дугу историју ратова Москве и Казања. На овај начин Русији је био отворен пут према Сибиру. Нешто касније царевима је успело да заузму Астрахањски канат у области доње Волге, што је Русији осигурало излаз на Каспијско језеро, а тиме и трговинску и културну размену са Персијом и средњом Азијом. Овим победама Русија је разбила окружење непријатељских татарских држава и постала мултинационална и мултиконфесионална земља. Истовремено су се веома заоштрили односи са Османским царством и Кримским канатом.

#### Рат на Балтику и против Кримских Татара
Охрабрен успехом у продору ка Каспијском мору, Иван IV је покушао да постигне сличан успех у продору ка Балтику. Шведска и Ливонски витезови су контролисали трговачке путеве који су повезивали Русију са Европом. Ливонски рат, који је избио 1558, почео је успешно за Русију, а цареве трупе су заузеле делове обале Балтика и широке области Велике литванске кнежевине. Када је после Лублинске уније створена заједничка држава Пољске и Литваније, Русија се нашла пред снажним противником. Пљачкашки упади Кримских Татара, терор цара унутар Русије и епидемија куге су додатно ослабили земљу.
Русија је 1569. успела да одбаци османско-кримскотатарски напад на Астрахањ и одбрани приступ Каспијском мору. Ипак, Кримским Татарима је 1571. успело да у изненадном нападу заузму и готово потпуно спале Москву. Годину дана касније кримски кан и турски султан су послали огромну војску у намери да потпуно униште Русију. Још бројније руске трупе су успеле да их поразе у бици код Молодија. Тиме је отклоњена опасност са југа, али су на западу противници Русије кренули у напад. Русија је изгубила све што је освојила на Балтику и морала је да брани сопствену територију приликом опсаде Пскова. По завршетку рата, и после склапања мировног споразума са Пољском и Шведском, Русија је била потпуно осујећена у својим плановима.

#### Заузимање Сибира
Турскотатарски Сибирски канат се у рату Русије и Кримских Татара политички ставио на страну Кримског каната. Нападали су руске тврђаве на Уралу које су припадале утицајној трговачкој породици Строганов. Стога је ова породица добила од цара право да пошаље војску која би штитила њихове поседе и ишла у походе против сибирских Татара. За овај задатак Строганови су ангажовали Козаке који су живели у степама између Волге и Дона. Под својим вођом Јермаком Тимофејевичем, са 1.000 људи наоружаних ватреним оружјем кренули су у поход против Сибирског каната. Користећи незадовољство мањих угарских народа владавином кана, лако су напредовали до његове престонице Кашлика, и заузели је на јуриш. Иако су сибирски Татари целу зиму држали Козаке у опсади, и најзад их уништили, нису више могли да обнове своју државу која се распала. Регуларне царске трупе су неколико година касније угушиле последње облике отпора, док су Козаци и трговци крзнима нове просторе користили за лов или насељавање. Тако су настала трговачка и војна утврђења: Верхотурје, Тобољск, Мангасеја, Јенисејск, Братск и друга.

### Смутна времена
После смрти Ивана IV Грозног, уследио је период у коме је формално на власти био његов болесни син Фјодор I, а земљом у ствари управљао бољар Борис Годунов. Са смрћу цара Фјодора 1598. изумрла је преко 700 година стара династија Рјурика. Годунов је крунисан за цара, али су земљом владале гласине о томе да је млади царевић Димитрије чудом још увек жив. Уз то се надовезала лоша жетва која је бацила земљу у озбиљну економску и социјалну кризу. Када је умро Борис Годунов, Пољска и Литванија су виделе згодан тренутак за себе, па су заузеле Москву и на трон поставиле добродушну марионету, односно човека који се представљао као Димитрије. Он ће у историји остати забележен као Лажни Димитрије. Његова владавина није дуго трајала, јер је убрзо убијен у побуни. Ни нови цар, Василиј IV Шујски није дуго владао пошто се Пољска поново умешала у Руску политику постављајући на власт Лажног Димитрија II, па касније и свог владара Владислава IV Васу. Њихова интервенција је довела до великог терора против православног становништва. Пољаци су владали у Москви, док се у Нижнем Новгороду формирала народна војска под вођством Кузме Мињина и војводе Дмитрија Пожарског. Ова војска је 1612. опсела Пољаке у Московском Кремљу и принудила их на капитулацију. Нови владар, Михаил I, био је зачетник династије Романов, која ће владати Русијом до 1917. године.

### Прикључење Украјине
Русија и Пољско-литванска унија су остали непријатељи. Од 1630-их појачавао се у Украјини притисак пољских феудалаца и католичке цркве на месно православно сељаштво. Ова политика је изазвала бројне устанке украјинских Козака, од којих је устанак Хмељницког био највећи и најуспешнији. Пољске краљевске трупе су претрпеле многобројне поразе у Украјини, али су и Украјинци били исцрпљени ратом и спорадичним нападима кримског кана који је мењајући стране тражио корист за себе. Козаци Бохдана Хмељницког су се обратили руском цару за помоћ. На Перејаславској ради (скупштини) највећи део елите украјинских Козака је пристао да постану одани поданици руског цара. Заузврат је Хетманат добио широку аутономију. Године 1654. избио је Руско-пољски рат, чија је последица била да су делови Украјине источно од Дњепра, као и град Кијев, постали део Русије.

### Црквени раскол
У периоду 1654—1655. патријарх Никон је спровео црквене реформе које је народ дочекао са великим отпором. Резултат овог отпора био је црквени раскол, где су се од званичне цркве одвојили такозвани староверци. Све до времена Петра Великог држава је прогонила староверце, због чега су се они селили у северну Русију, Сибир, балтичке земље или у делту Дунава.
За историју од почетка владавине Петра Великог до 1917. види: Руска Империја